# Eoptychoptera cantabrica
Eoptychoptera cantabrica is een uitgestorven muggensoort uit de familie van de glansmuggen (Ptychopteridae). De wetenschappelijke naam van de soort werd voor het eerst geldig gepubliceerd in 2016 door Lukashevich en Arillo.